# 横目家助平
横目家 助平（よこめや すけへい）は、落語家の名跡。
- 雷門→（初代）横目家助平 - 本項で詳細
- （二代目）横目家助平 - 後∶桂小満女
- 三代目横目家助平 - 現∶柳家一琴

横目家 助平（よこめや すけへい、1862年2月 - ？）は、落語家。本名∶利倉 常次郎。

落語のほかに、百面相、役者の声色を得意としたが、奇人・変人で結局売れなかった。SPレコードが数枚残っている。大正の末まで睦会の高座にあがる。没年不詳だが昭和のごく初期に亡くなった。

## 来歴
- 明治20年代前半？ - 二代目古今亭志ん生の門下で「古今亭志ん吉」を名乗る。
- 1896年 - 五代目雷門助六（後の三代目古今亭志ん生）の門下で「雷門助平」。
- 明治30年代半ば - 「横目家助平」に改名。